# Le Lac (film)
Pour les articles homonymes, voir Le Lac.
Pour plus de détails, voir Fiche technique et Distribution.
Le Lac est un film dramatique turc réalisé par Ömer Kavur, sorti en 1982.

## Synopsis
La chanteuse Nalan Şeyda arrive dans une petite ville pour donner des concerts. Le soir où elle se produit au bar restaurant, par hasard le riche Murat Agha la voit. Il croit devenir fou : Nalan ressemble comme deux gouttes d’eau à sa femme Sabiha qui s’est noyée dans le lac. Déprimé depuis la mort de son épouse, n’acceptant pas son suicide, Murat attend toujours le retour de cette dernière. 
Murat croyant que sa femme est de retour, enferme celle-là chez lui et finit par la violenter. Nalan s’enfuit et se réfugie chez un jeune pêcheur. Une relation se noue. Ce qui n'est pas du goût de Murat, ni même des autres villageois qui lui sont soumis.

## Fiche technique
- Titre original : Göl
- Titre français : Le Lac
- Réalisation : Ömer Kavur
- Scénario : Selim İleri
- Photographie : Salih Dikişçi
- Musique : Atilla Özdemiroğlu
- Production : Ömer Kavur
- Société de production : Alfa Film
- Pays d'origine : Turquie
- Langue : turc
- Format : Couleurs
- Genre : Film dramatique
- Durée : 91 minutes
- Date de sortie : 1982